# Capuchón cervical

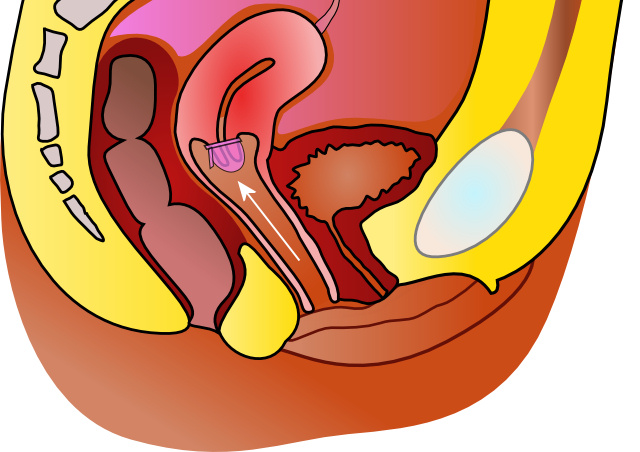
Esquema de un capuchón cervical.

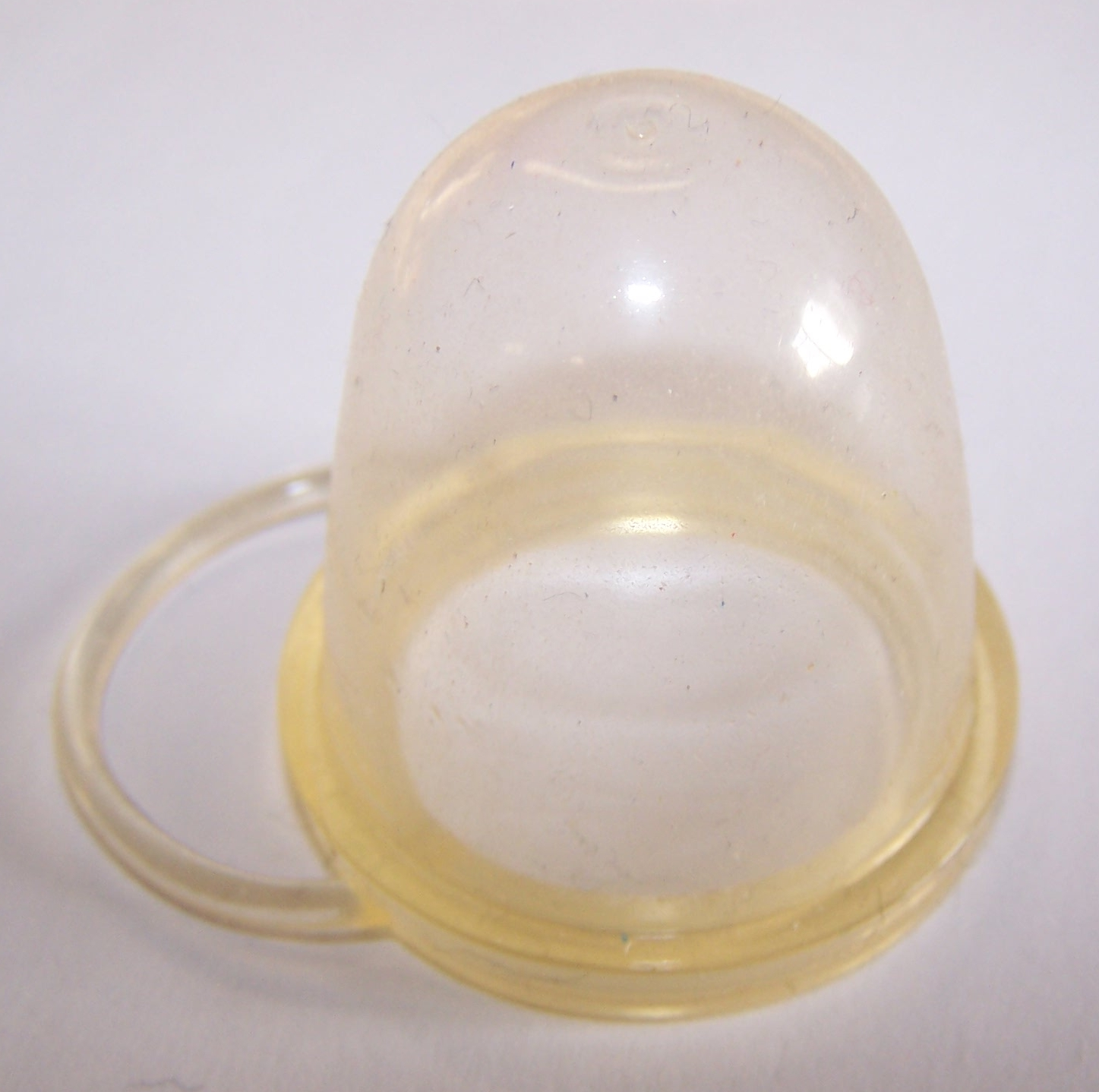
Capuchón cervical.

La cubierta cervical es un implemento utilizado como método anticonceptivo. La cubierta cervical es un dispositivo de hule látex, en forma de un dedal, que se introduce dentro de la vagina y cubre el cuello uterino. La succión mantiene la cubierta en su sitio. La cubierta cervical proporciona una barrera para impedir la entrada de los espermatozoides al útero, y así previene la fertilización. Debe permanecer en su sitio por 8 horas después de cada coito. La cubierta cervical se usa con jaleas o cremas espermicidas. La cubierta cervical tiene una efectividad del 84% al 91% para las mujeres que nunca han dado a luz. Es del 68% al 74% efectivo para las mujeres que sí han dado a luz. La cubierta cervical ofrece protección limitada contra infecciones de transmisión sexual. El capuchón no es muy utilizado debido a que su colocación es difícil y poco práctica.

## Ventajas
Algunas de las ventajas que presenta este preservativo son:  
- Se puede llevar en el bolso o cartera.
- No lo siente ni la mujer ni el hombre
- Puede ser colocado hasta 24 horas antes de tener relaciones.
- Se puede utilizar repetidas veces durante un periodo de 48 horas.
- No afecta las hormonas naturales.
- No es necesario interrumpir la relación sexual, ya que se puede colocar antes.
- Es económico.

## Desventajas
- Debe ser instalado 24 horas antes del coito, por tanto no impide la espontaneidad de las relaciones coitales.
- No protege contra las infecciones de transmisión sexual
- Dificultad de instalación
- Aumenta el riesgo de infección urinaria